# Nova Sports
Nova Sports es una cadena de televisión por suscripción griega enfocada en deportes y es propiedad de Nova, una subsidiaria de la empresa de telecomunicaciones del mismo nombre. Inició sus transmisiones en 1994 como Supersport y en ese momento era la primera cadena de televisión deportiva en Grecia. Está disponible exclusivamente en Nova, un servicio satelital DTH.
Nova Sports cubre la mayoría de los principales deportes nacionales e internacionales, como el fútbol de primera división, las principales ligas de Europa y del mundo (Euroliga de baloncesto) y la cobertura exclusiva de la Copa de la Liga inglesa. Nova Sports también transmite otros deportes como voleibol y tenis de mesa. Nova Sports también cuenta con una amplia cobertura de tenis.
Nova Sports 1 emite en televisión terrestre en timeshifting con Nova Cinema 1 de noche y antes con Disney XD (canal infantil) de día. Se requiere un decodificador para recibir los servicios, así como una tarifa mensual. Se han instalado repetidores en todo el país que permiten que más del 77% de la población reciba estos servicios. Los canales múltiplex (Nova Sports 2–7) están disponibles solo a través de Nova

## SuperSport
Desde 1994 hasta el 1 de junio de 2008, Nova Sports se conoció como SuperSport.
La marca SuperSport todavía prevalece en Sudáfrica, ya que el nombre se usa por lo tanto DStv, que es un proveedor de televisión por satélite propiedad de MultiChoice, el cual también era el propietario anterior del SuperSport de Grecia .
Algunos eventos que se muestran en Nova Sports todavía se toman directamente de las transmisiones de SuperSport (Sudáfrica), con logotipos de SuperSport y promociones en pantalla. Estos normalmente incluyen partidos de golf y rugby, y ocasionalmente dan como resultado la segunda transmisión de audio, que generalmente transmite en inglés junto con el griego, y transmite comentarios en afrikáans.

## Canales
Nova Sports opera catorce canales multiplex:
- Novasports News HD
- Novasports Start HD
- Novasports Prime HD
- Novasports 1HD
- Novasports 2HD
- Novasports 3HD
- Novasports 4HD
- Novasports 5HD
- Novasports 6HD
- Novasports Premier League HD
- Novasports Extra1 HD
- Novasports Extra2 HD
- Novasports Extra3 HD
- Novasports Extra4 HD

## Programas Originales
- Time of the Champions: programa de fútbol que cubre la Superliga de Grecia con noticias, entrevistas, análisis estadísticos y resúmenes (antes y después del partido).

- Super Euroleague: programa de baloncesto que cubre la Euroliga de baloncesto con noticias, entrevistas, análisis estadísticos y momentos destacados (antes y después del partido).

- Novasports Challenge - Mini entrevistas con antiguas leyendas (jugadores y entrenadores) del campeonato de fútbol griego.

- Novasports Moments: momentos retrospectivos de juegos retro del campeonato de fútbol griego que quedaron desatendidos en el tiempo.

- Kings of Europe - Mini homenajes a momentos importantes del campeonato nacional europeo de fútbol.

- Novasports Exclusive: una serie documental con entrevistas extendidas de jugadores y entrenadores destacados del deporte griego.

## Eventos transmitidos

### Fútbol
- Superliga de Grecia (partidos como local de Aris, PAOK, Atromitos, PAS Giannina, Asteras Tripolis, Levadiakos)
- Premier League
- LaLiga
- Segunda División de España
- Bundesliga
- 2. Bundesliga
- DFL-Supercup
- Serie B
- Copa Italia
- Supercopa de Italia
- Ligue 1
- Trophée des Champions
- Eredivisie
- Primera División de Bélgica
- Copa de Bélgica
- Supercopa de Bélgica
- Major League Soccer

#### Competiciones de selecciones
- Clasificación de UEFA para la Copa Mundial de Fútbol
- Clasificación para la Eurocopa
- UEFA Nations League

### Baloncesto
- Euroliga
- Eurocup

#### Competiciones de slecciones
- Copa Mundial de Baloncesto
- Copa Mundial de Baloncesto Femenino
- Clasificación para la Copa Mundial de Baloncesto
- Torneo preolímpico FIBA
- EuroBasket

### Voleibol
- Campeonato Mundial de Voleibol Masculino
- Campeonato Mundial de Voleibol Femenino
- Liga de Naciones de Voleibol Masculino
- Liga de Naciones de Voleibol Femenino

### Tenis
- Australia Open (vía Eurosport)
- Roland Garros (vía Eurosport)
- US Open (vía Eurosport)
- Wimbledon
- WTA 250
- WTA 500
- WTA 1000
- WTA Finals
- Copa Davis
- ATP Cup

### Golf
- The Masters
- PGA Championship
- The Open Championship
- US Open
- PGA Tour (vía Eurosport)

### Deportes de motor
- DTM
- 24 Horas de Le Mans (vía Eurosport)
- Rally Dakar (vía Eurosport)
- Campeonato Mundial de Superbikes (vía Eurosport)
- Campeonato Mundial de Motocross (vía Eurosport)

### Ciclismo
- Giro de Italia (vía Eurosport)
- Tour de France (vía Eurosport)
- Vuelta a España (vía Eurosport)

### Snooker
- Campeonato Mundial de Snooker (vía Eurosport)
- Campeonato del Reino Unido (vía Eurosport)
- Masters (vía Eurosport)